# Mikołaj Mikołajczyk
Mikołaj Mikołajczyk właśc. Paweł Mikołajczyk (ur. 25 stycznia 1969) – polski tancerz i choreograf. Były solista Teatru Wielkiego w Poznaniu, obecnie niezależny choreograf, tworzący autorskie prace oraz ruch i choreografie do spektakli muzycznych i dramatycznych.

## Kariera zawodowa
Ukończył Państwową Szkołę Baletową w Poznaniu, studiował na Uniwersytecie im. Adama Mickiewicza w Poznaniu historię sztuki i socjologię. Pracował we Wrocławskim Teatrze Pantomimy we Wrocławiu, Polskim Teatrze Tańca w Poznaniu, Teatrze Wielkim w Poznaniu, Badisches Staatstheater w Karlsruhe. Przeszedł wszystkie szczeble artystycznej kariery: od adepta do I solisty baletu. W Szczecinie, w Operze na Zamku, był kierownikiem baletu, który przeobraził w autorski teatr tańca Teatr DNA – taniec zakodowany genetycznie.
Współpracował z choreografami reprezentującymi różne style taneczne i sposoby myślenia oraz kreowania przestrzeni artystycznej, między innymi z takimi artystami, jak: Henryk Tomaszewski, Mats Ek, Birgitt Cullberg, Ewa Wycichowska, Teresa Kujawa, Olaf Schmidt, Gray Veredon, Conrad Drzewiecki, Barbara Gołaska, Andrzej Glegolski, Emil Wesołowski, Przemysław Śliwa, Henryk Konwiński, Marek Różycki, Dawid Earle, Waldemar Wołk-Karaczewski, Jerzy Makarowski, Ivan Bataillei, Antal Fodo.
Występował na wielu festiwalach w kraju jak i za granicą: Edynburgu, Sofii, Lill, Carcassone, Berlinie, Hamamatsu, Xanten, Luksemburgu, Brukseli, Brugii, Kownie, Warszawie, Poznaniu, Łodzi, Krakowie, Lublinie i in. Współtworzył warsztaty i festiwale tańca: Letnie Spotkania Artystyczne w Kutnie, Lądeckie Lato Baletowe w Lądku Zdroju, warsztaty tańca w Sieradzu i Szczecinie, a w ostatnim czasie także warsztaty w ramach programu Instytutu Muzyki i Tańca „Myśl w ruchu” (w 2014 roku w Zduńskiej Woli, w 2015 natomiast w Krotoszynie oraz w Zakrzewie, w którym był też koordynatorem artystycznym projektu „Dekalog. Warsztaty”). Prowadził także warsztaty z osobami niepełnosprawnymi ze Środowiskowego Domu Samopomocy w Serocku (powstał „Projekt Alicja w Krainie Czarów”; 2014), a także warsztaty z osobami niepełnosprawnymi w ramach „Lata teatrze” w Pobiedziskach (2015). Prowadził także warsztaty  mistrzowskie w Narodowym Teatrze Akademickim im. Janki Kupały w Mińsku (2015).  
Wystąpił m.in. w „Święcie wiosny” i „Faust goes rock” w Polskim Teatrze Tańca (chor. E. Wycichowska), „"Jeziorze łabędzim” (chor. M. Petipa, L. Iwanow, E. Wycichowska), „Giselle” (chor.  J. Coralli, J. Perrot), „Popołudniu Fauna” (chor. W. Niżyński), „Panu Twardowskim” (chor. H. Konwiński),  "Harnasiach” (chor. E. Wesołowski) w Teatrze Wielkim w Poznaniu. Podczas pracy w zespołach baletowych stworzył m.in. choreografie: „Orawa” (muz. W. Kilar), „Tomaszów” (muz. Z Konieczny), „Sen o blondynkach” (muz. Cranes), „Makbet – sceny” (muz. Z. Kozub), „Żegnaj Polsko” (muz. Z. Kozub), „Okłamuj mnie, pocałuj też” (muz. M. Górecki), „Kronika zapowiedzianej śmierci” wg Marqueza (muz. O. Messiaen, E. Kitt, L. Anderson), „Strofy na sopran i głos recytujący” (muz. K. Penderecki).
Współpracował z reżyserami teatralnymi, dla których tworzył reżyserię ruchu w spektaklach operowych i dramatycznych: Barbarą Wachowicz, Mają Kleczewską, Małgorzatą Dziewulską, Jolantą Ptaszyńską, Natalią Korczakowską, Bogną Podbielską, Katarzyną Radoszyńską, Krzysztofem Warlikowskim, Piotrem Kruszczyńskim, Grzegorzem Jarzyną, Adamem Hanuszkiewiczem, Tomaszem Hynkiem, Wojciechem Szelachowskim, Krzysztofem Garbaczewskim, Andrzejem Bartnikowskim, Krzysztofem Rekowskim, Jackiem Papisem, Michałem Borczuchem, Mikołajem Grabowskim, Łukaszem Chotkowskim, Piotrem Siekluckim, Jackiem Jabrzykiem, Krystyną Meissner i Cezarym Iberem, Leną Frankiewicz, Agatą Puszcz.
Po odejściu od pracy w zespołach baletowych, artysta zrealizował w poznańskim Starym Browarze dwa solowe spektakle – „Waiting” (2006) i „Z Tobą chcę oglądać świat” (2008). W 2011 roku powstało „Plaisir d’amour” (premiera w ramach Maat Festivalu/Konfrontacji Teatralnych w Lublinie), które razem z poprzednimi dwoma pracami tworzą autobiograficzny „Tryptyk”.
W 2008 roku „Waiting” pokazano w ramach Polskiej Platformy Tańca w Poznaniu, jako jeden z ważniejszych polskich spektakli ostatnich lat. Tryptyk pokazywano natomiast w czasie32. Warszawskich Spotkań Teatralnych, a także podczas pierwszej edycji Festiwalu Tańca Współczesnego KRoki w Krakowie.
Artysta zrealizował również projekty: „Faust – zdarzenie” według Marlowe’a/Grotowskiego, z muzyką Zbigniewa Kozuba (Festiwal Klasyka Polska w Opolu, Teatr Dramatyczny w Opolu 2009); muzyczno-taneczny „PoLY-RHY-tm”, również we współpracy ze Zbigniewem Kozubem, przygotowany w ramach Festiwalu Wiosny w Poznaniu (2009); spektakl „WSZYSTKO JUTRO, czyli lalki wybawione” − na podstawie Teorematu Pier Paolo Pasoliniego − z aktorami Teatru Dramatycznego w Opolu (2010), a także projekty w ramach ODRAMY − Międzynarodowych Dni Nowej Dramaturgii w Opolu (edycje 2007 i 2010); wystąpił też w spektaklu „Maria de Buenos Aires” Małgorzaty Dziewulskiej podczas Malta Festival 2009.
Podczas lubelskiego Maat Festivalu w 2011 roku, połączonego z Konfrontacjami Teatralnymi, pokazał także zrealizowane wspólnie z Tomaszem Bazanem „Święto wiosny”.
Jesienią 2012 roku zrealizował „Projekt: Tomaszewski”, przygotowany w ramach cyklu RE//MIX komuny//warszawa (we współpracy ze kompozytorem Zbigniewem Kozubem oraz scenografem i artystą wideo Mirkiem Kaczmarkiem). Rok później (październik 2013) wystąpił w spektaklu Iwony Pasińskiej Ostatnia niedziela. RE//MIX Conrad Drzewiecki w komunie//warszawa (w duecie z artystką).
W ramach rezydencji V edycji Maat Festivalu w Lublinie (jedna z ośmiu tanecznych rezydencji) stworzył „Projekt Lutosławski… Jesteś kimś, kogo kiedyś znałem”. Praca festiwalowych twórców rejestrowana była przez Patrycję Płanik, która zrealizowała filmy, dokumentujące każdą z rezydencji.
W 2015 roku, także w ramach Maat Festivalu w Lublinie, zaprezentował spektakl „Projekt Mikołaj Kantor Mikołajczyk"(potem pokazywany także w krakowskiej Cricotece).
We wrześniu 2012 roku w ramach projektu samorządu Województwa Wielkopolskiego „Wielkopolska: Rewolucje” choreograf przygotował spektakl „Teraz jest czas”, w którym wystąpił wraz z Zespołem Śpiewaczym „Wrzos” z Zakrzewa – chórem seniorów działającym przy Zakrzewskim Domu Kultury „Dom Polski” (przy współpracy ze Zbigniewem Kozubem, Łukaszem Błażejewskim i Mirkiem Kaczmarkiem). Spektakl odniósł sukces i był pokazywany w Poznaniu (Stary Browar oraz Malta Festival), Pile, Warszawie, Białymstoku (festiwal Kalejdoskop). Rok później, także w ramach projektu „Wielkopolska: Rewolucje” odbyła się premiera „Projektu. Noce i dnie” – kolejnej odsłony współpracy artysty z seniorami z Zakrzewa. Spektakl powstał współpracy ze Zbigniewem Kozubem, Mirkiem Kaczmarkiem i Małgorzatą Dziewulską (współpraca dramaturgiczna). Oprócz Mikołajczyka i zakrzewskich seniorów wystąpili w nim też Iwona Pasińska i Adam Ferency (spektakl pokazano w Poznaniu – Stary Browar i Malta Festival, a także Warszawie i Koninie). We wrześniu 2014 roku w Zakrzewie miała miejsce premiera „Projektu Jezioro łabędzie” (produkcja: Dom Kultury „Dom Polski” w Zakrzewie), domykającego „Trylogii Zakrzewskiej”. Wystąpili w nim seniorzy, a także tancerze Zespołu Pieśni i Tańca „Rodlanie” z Zakrzewa, Iwona Pasińska, Paweł Sakowicz, Aleksandra Bednarz oraz  Mikołajczyk. Przy spektaklu współpracowali również Zbigniew Kozub (opracowanie muzyczne), Marta Hela Fijałkowska (scenografia), Przemysław Czekała oraz Henryk Szopiński. Realizację pokazano w Poznaniu w Starym Browarze oraz w ramach Malta Festival. Od tego czasu zespół funkcjonuje jako Grupa Spektaklowa GS Zakrzewo. W 2015 roku w Zakrzewie powstała czwarta produkcja – „Projekt DEKALOG czyli folwarczne imaginarium”, w której, oprócz choreografa, seniorów i młodzieży (którzy występują w każdym spektaklu) udział wzięli: Dorota Androsz, Aleksandra Bednarz, Anita Wach, Grażyna Misiorowska, Maciej Zakrzewski, Artur Lis, Piotr Mateusz Wach, Szymon Szopiński, Rafał Łukasz Renner. W 2016 roku powstał natomiast „Projekt Ognisty Ptak” udziałem Anny i Zbigniewa Kozubów, Doroty Hajzer, Przemysława Czekały, Krystyny Lamy Szydłowskiej, Justyny Kalbarczyk oraz Marty Heli Fijałkowskiej. W 2017 roku powstały natomiast 2 projekty: „Łomatko!” stworzony w ramach 8. Festiwalu Nowe Epifanie (udział w nim wzięli: Justyna Kalbarczyk, Łukasz Rochna, Maciej Zakrzewski, Jakub Mitoraj, Małgorzata Wojciechowska oraz Łukasz Błażejewski) oraz „Projekt BOLERO czyli projekt uchodźczy” (udział wzięli: Justyna Kalbarczyk, Edyta Herbuś, Łukasz Rochna, Łukasz Błażejewski, Bartłomiej Szopiński).
Od września do grudnia 2015 roku artysta był także dyrektorem artystycznym Sceny Tańca Studio (Warszawa – Teatr Studio), której jest pomysłodawcą.
W 2014 roku obchodził jubileusz 25-lecia pracy artystycznej. Został także uhonorowany odznaką honorową „Zasłużony dla Kultury Polskiej”, przyznawaną przez Ministerstwo Kultury i Dziedzictwa Narodowego. Jest także stypendystą Ministerstwa Kultury i Dziedzictwa Narodowego (2015).
W czerwcu 2016 roku przygotował wraz z Janem Komasą widowisko „Ksenofonia. Symfonia dla Innego”, prezentowane w ramach obchodów rocznicy Czerwca 56’ (Poznański Czerwiec) oraz na zakończenie Malta Festival.”.
W 2018 roku przygotował autorski spektakl w teatrze dramatycznym „Śmierć w Wenecji czyli czego najbardziej żałują umierający” w Teatrze im. A. Węgierki w Białymstoku. Jako choreograf brał także udział w dwóch projektach w Kaliningradzkim Okręgowym Teatrze Dramatycznym (spektakle „Orkiestra Tytanik” wg tekstu Ch. Bojczewa  oraz „Najłatwiejszy sposób na rzucenie palenia” wg tekstu M. Durnienkowa). Stworzył też choreografię do prologu serialu „Rojst” (reż. Jan Holoubek) emitowanego przez Showmax oraz teledysku promującego serial.

## Najważniejsze role
- Sylwio – „Sługa dwóch panów” – choR.G. Veredon, Polski Teatr Tańca w Poznaniu 1992
- Homunkulus – „ Faust goes rock” – chor. E. Wycichowska, Polski Teatr Tańca w Poznaniu 1992
- Pierwszy – „Święto wiosny” – chor. E. Wycichowska, Polski Teatr Tańca w Poznaniu 1993
- Tybald i Parys – „Romeo i Julia” – chor. B. Cullberg, Polski Teatr Tańca w Poznaniu 1994
- *** – „Pa Norbotten” – chor. M. Ek, Polski Teatr Tańca w Poznaniu 1994
- Zygfryd i Rotbart  – „Jezioro Łabędzie” – chor. M. Petipa, L. Iwanow, E. Wycichowska, Teatr Wielki w Poznaniu 1995
- Grigors – „Wybraniec” – reż. M. Wortman, chor. E. Wycichowska, TVP w Warszawie, Polski Teatr Tańca w Poznaniu 1995
- Solista –  „Eksodus polskie” – chor. E. Wycichowska, Polski Teatr Tańca w Poznaniu 1995
- Albert – „Giselle” – chor. J. Coralli, J. Perrot, Teatr Wielki w Poznaniu 1996
- Mandaryn –  „Cudowny Mandaryn” –  chor. P. Śliwa, Opera Krakowska w Krakowie 1996
- Poeta – „Sylfidy” – chor. M. Fokin, Teatr Wielki w Poznaniu 1997
- Faun – „Popołudnie Fauna” – chor. W. Niżyński, Teatr Wielki w Poznaniu 1997
- Kniaź Iwan – „Ognisty Ptak” – chor. A. Glegolski, Teatr Wielki w Poznaniu 1998
- Diabeł – „Pan Twardowski” – chor. H. Konwiński, Teatr Wielki w Poznaniu 1998
- Młody – „Harnasie” – chor. E. Wesołowski, Teatr Wielki w Poznaniu 1998
- Solista –  „III Symfonia” – chor. M. Różycki, Teatr Wielki w Poznaniu 1998
- Policjant – „Pietruszka” – chor. O. Schmidt, Badisches Staatstheater w Karlsruhe 1999
- *** –  „Babilon” – chor. O. Schmidt, Badisches Staatstheater w Karlsruhe 2000

- *** – „Distance of Eternity” – chor. O. Schmidt, Badisches Staatstheater w Karlsruhe 2000
- *** – „Tomaszów” – reż. i chor. M. Mikołajczyk, Teatr DNA – taniec  zakodowany genetycznie i Opera na Zamku w Szczecinie 2001
- *** – „Najpierw się zdziwisz a potem się oddasz” – reż. i chor. M. Mikołajczyk, Teatr DNA – taniec zakodowany genetycznie i Opera na Zamku w Szczecinie 2001
- *** – „ORWS – ostatni raz w Szczecinie” – reż. i chor. Mikołaj Mikołajczyk, Teatr DNA – taniec zakodowany genetycznie i Opera na Zamku w Szczecinie 2001
- *** – „Okłamuj mnie pocałuj też” – reż. i chor. M. Mikołajczyk, Teatr Wielki w Poznaniu 2002
- *** – „Nie można wyjrzeć przez okno”  – reż. i chor. M. Mikołajczyk, Międzynarodowy Festiwal Sztuki Choreograficznej w Gdańsku 2002
- Espada – „Don Kichot” – chor. H. Konwiński, Teatr Wielki w Poznaniu 2002
- Antonio Nazar – „Kronika zapowiedzianej śmierci” – chor. M. Mikołajczyk, Teatr Wielki w Poznaniu 2003
- *** – „Larghetto” – reż. i chor.  M. Mikołajczyk, Festiwal Chopin i jego Europa w Warszawie 2002 i Teatr Wielki w Poznaniu 2003
- Jezus – „Próba” – chor.a A. Fodor, Teatr Wielki w Poznaniu 2003
- *** – „Waiting” – reż. i chor. M. Mikołajczyk, Stary Browar Nowy Taniec w Poznaniu 2006
- Król Bum Drum i Smutny Król – „Wieczór sierot” – reż. M. Borczuch, chor. M. Mikołajczyk, Festiwal Dialogu Czterech Kultur w Łodzi 2008
- *** – „Z Tobą chcę oglądać świat” – reż. i chor. M. Mikołajczyk, Stary Browar Nowy Taniec w Poznaniu 2008
- *** – „Kalejdoskop klimatyczny” – pomysł M. Mikołajczyk, Stary Browar Nowy Taniec w Poznaniu 2008
- *** – „Jak wam się podoba” – reż. J. Papis, choreografia M. Mikołajczyk, Bałtycki Teatr Dramatyczny w Koszalinie 2009
- *** – „Po-LY-RHY-tm” – muz. Z. Kozub, reż. i chor. M. Mikołajczyk Festiwal Wiosny w Poznaniu 2009
- Tancerz – „Maria de Buenos Aires” – reż. M. Dziewulska, choreografia M. Mikołajczyk, Festiwal Teatralny MALTA w Poznaniu 2009
- Chochoł – „Wesele” – reż. M. Kleczewska, choreografia M. Mikołajczyk, Teatr Dramatyczny w Opolu 2009
- *** – „Between” – reż. M. Kleczewska, choreografia M. Mikołajczyk, Opera Narodowa w Warszawie 2010
- *** –  „WSZYSTKO JUTRO czyli lalki wybawione” – na podstawie „Teorematu” Pasoliniego, reż. M. Mikołajczyk, Teatr Dramatyczny w Opolu 2010
- Bert – „Nocny portier” – reż. Ł. Chotkowski, choreografia  M. Mikołajczyk, Teatr Dramatyczny w Opolu 2011
- *** –  „TRYPTYK” – reż. i chor.. M. Mikołajczyk,  premiera Maat Festival w Lublinie 2011
- *** –  „Święto wiosny” – reż. i chor. M. Mikołajczyk i T. Bazan, muz. I. Stawiński, Maat Festival w Lublinie 2011
- Taniec śmierci – „Lubiewo” – reż. P. Sieklucki, choreografia. M. Mikołajczyk, Teatr Nowy w Krakowie 2011
- *** –  „Teraz jest czas” – reż. i chor. M. Mikołajczyk, Dom Polski w Zakrzewie 2012
- *** –  „Projekt Tomaszewski” – reż.  i chor.  M. Mikołajczyk, komuna// warszawa 2012
- Burza – „ Ciotowski bicz” – reż. P. Sieklucki, choreografia  M. Mikołajczyk, Teatr Nowy w Krakowie 2013
- *** – „Projekt. Noce i dnie” – reż. i chor. M. Mikołajczyk, Dom Polski w Zakrzewie 2013
- *** – „Ostatnia niedziela. RE//MIX Conrad Drzewiecki” – choredywagacja Iwona Pasińska, komuna//warszawa 2013
- *** – „Projekt Lutosławski… jesteś kimś kogo kiedyś znałem” – reż. M. Mikołajczyk, Maat Festival 2014
- *** – „Projekt Jezioro łabędzie” – reż. i chor. M. Mikołajczyk, Dom Polski w Zakrzewie 2014
- *** – „Projekt DEKALOG czyli folwarczne imaginarium” – reż. i chor. M. Mikołajczyk, Dom Polski w Zakrzewie 2015
- *** – „Projekt Mikołaj Kantor Mikołajczyk” – chor. M. Mikołajczyk, Maat Festival 2015
- Tadeusz Kantor –„Hommage à Tadeusz Kantor” – reż. N. Korczakowska, chor. M. Mikołajczyk, Teatr Polski w Warszawie 2015
- *** – „Ksenofonia. Symfonia dla Innego”, reż. J. Komasa, chor. M. Mikołąjczyk, Malta Festival 2016
  -     -       - – „Projekt Ognisty Ptak”, reż. i chor. M. Mikołajczyk, Dom Polski w Zakrzewie 2016
      - – „Na deskach”, reż. J. Jabrzyk, chor. M. Mikołajczyk, Ełckie Centrum Kultury 2016
      - – „Łomatko!”, reż. i chor. M. Mikołajczyk, Dom Polski w Zakrzewie 2017
      - – „Roberto Zucco”, reż. L. Frankiewicz, chor. M. Mikołajczyk, Teatr im. W. Horzycy w Toruniu 2017
- *** – „Projekt BOLERO czyli projekt uchodźczy”, reż. i chor. M. Mikołajczyk, Dom Polski w Zakrzewie 2017

## Choreografie i inscenizacje
- „Orawa” – muz. W. Kilar, Festiwal FAMA w Świnoujściu 1995
- „Tomaszów” – muz. Z Konieczny, Teatr Wielki w Poznaniu 1996
- „Czerwony kur” –  muz. R. Wagner, zespół TRIO, Teatr Wielki w Poznaniu 1996
- „Sen o blondynkach” – muz. „Cranes”, Teatr Wielki w Poznaniu 1997
- „Tango” – muz. Z. Kozub, Poznańska Wiosna Muzyczna w Poznaniu 1997
- „Dobranoc” –  muz. J. Brahms, W. Kilar – Teatr Wielki w Poznaniu 1997
- „Makbet – sceny” według Szekspira – muz. Z. Kozub, M. Nyman, M. Dietrich, Opera Bałtycka w Gdańsku 1998
- „Szopen to zabawne” – muz. F. Chopin, Z. Kozub, „Touch and Go”, Międzynarodowy Festiwal Moniuszkowski w Kudowie Zdroju 1999
- „Koncert na klawesyn i orkiestrę” – muz. M. Górecki, Lądeckie Lato Baletowe w Lądku Zdroju 1999
- „Baletowa Procesja 2000” – collage muzyczny, Lądeckie Lato Baletowe w Lądku Zdroju 2000
- „Gwiazda” według Kajzara, muz. P. Czajkowski, F. Chopin, Lądeckie Lato Baletowe w Lądku Zdroju 2000
- „Żegnaj Polsko” – muz. Z. Kozub, piosenki M. Rodowicz, „Cronoss Quartet”, Teatr DNA – taniec zakodowany genetycznie i Opera na Zamku w Szczecinie 2001
- „Najpierw się zdziwisz a potem się oddasz” – collage muzyczny, Teatr DNA – taniec zakodowany genetycznie i Opera na Zamku w Szczecinie 2001
- „ORWS – ostatni raz w Szczecinie” – collage muzyczny, Teatr DNA – taniec zakodowany genetycznie i Opera na Zamku w Szczecinie 2001
- „Nie można wyjrzeć przez okno” – collage muzyczny, Międzynarodowy Festiwal Sztuki Choreograficznej w Gdańsku 2002
- „Okłamuj mnie, pocałuj też” – muz. M. Górecki, K. Mansell, Teatr Wielki w Poznaniu 2002
- „Kronika zapowiedzianej śmierci” według Marqueza – muz. O. Messiaen, E. Kitt, L. Anderson, Teatr Wielki w Poznaniu 2003 (opieka artystyczna M. Szczęśniak, K. Warlikowski)
- „Larghetto” – muz. F. Chopin, Teatr Wielki w Poznaniu 2003
- „Nokturn i Tarantela” – muz. K. Szymanowski, Teatr Wielki w Poznaniu 2003
- „Strofy na sopran i głos recytujący” – muz. K. Penderecki, Teatr Wielki w Poznaniu 2003
- „Waiting” – muz. M. Górecki, Kronos Quartet, H. Purcell, B. Frank, Stary Browar Nowy Taniec Poznań 2006
- „Człowiek z Bogiem w szafie” według M. Walczaka – collage muzyczny, III Międzynarodowe Dni Nowej Dramaturgii ODRAMA w Opolu 2007
- „Oczyszczenie” według Zelenki – collage muzyczny, III Międzynarodowe Dni Nowej Dramaturgii ODRAMA w Opolu 2007
- „O lepszy świat” według Schimmelpfenniga – collage muzyczny, III Międzynarodowe Dni Nowej Dramaturgii ODRAMA w Opolu 2007
- „Z Tobą chcę oglądać świat” – muz. Z. Kozub, Z. Wodecki, Stary Browar Nowy Taniec w Poznaniu 2008
- „Kalejdoskop klimatyczny” – muz. H. Wieniawski, F. Chopin, T. Baird, F. Nowowiejski, W. Lutosławski, Z. Kozub, Stary Browar Nowy Taniec w Poznaniu 2008
- „Po-LY-RHY-tm” – muz. Z. Kozub, Festiwal Święta Wiosny w Poznaniu 2009
- „Faust – zdarzenie” według Marlowe’a/Grotowskiego – muz. Z. Kozub, Festiwal Klasyka Polska w Opolu, Teatr Dramatyczny w Opolu 2009
- „WSZYSTKO JUTRO, czyli lalki wybawione” – na podstawie „Teorematu” Pasoliniego, muz. G.Kancheli, J. Somerville, Teatr Dramatyczny w Opolu 2010
- „Trzecie przyjście"  według P. Sali – collage muzyczny, VI Międzynarodowe Dni Nowej Dramaturgii ODRAMA w Opolu 2010
- „Ścinananaświat” według S. Kribus – collage muzyczny, VI Międzynarodowe Dni Nowej Dramaturgii ODRAMA w Opolu 2010
- „TRYPTYK” – muz. Z. Kozub, fortepian A. Kozub, premiera Maat Festival w Lublinie 2011
- „Święto wiosny” – reż. i chor. M. Mikołajczyk i T. Bazan, muz. I. Stawiński, Maat Festival w Lublinie 2011
- „Teraz jest czas” – muz. Z. Kozub, D. Banhart, Adanowsky, Zespół Śpiewaczy „WRZOS” w Zakrzewie, premiera Dom Polski w Zakrzewie 2012
- „Projekt Tomaszewski” – muz. Z. Kozub, D. Banhart, komuna//warszawa 2012
- „Projekt. Noce i dnie” – oprac. muz. Z. Kozub, Dom Polski w Zakrzewie 2013
- „Projekt Lutosławski… jesteś kimś kogo kiedyś znałem” – collage muzyczny, Maat Festival 2014
- „Projekt Jezioro łabędzie” – oprac. muz. Z. Kozub, Dom Polski w Zakrzewie 2014
- „Diabełek Pawełek” –  muz. M. Zakrzewski, Teatr im. Wojciecha Bogusławskiego w Kaliszu 2014
- „Projekt DEKALOG czyli folwarczne imaginarium” – muz. M. Zakrzewski/ Sz. Szopiński, Dom Polski w Zakrzewie 2015
- „Projekt Mikołaj Kantor Mikołajczyk” – Maat Festival 2015
- „Ksenofonia. Symfonia dla Innego”, reż. J. Komasa, chor. M. Mikołąjczyk, Malta Festival 2016
- „Projekt Ognisty Ptak” – muz. Z. Kozub, Dom Polski w Zakrzewie 2016
- „Łomatko!” – Dom Polski w Zakrzewie 2017
- „Projekt BOLERO czyli projekt uchodźczy” – muz. B. Szopiński, Dom Polski w Zakrzewie 2017
- „Śmierć w Wenecji czyli czego najbardziej żałują umierający” – Teatr im. A. Węgierki w Białymstoku 2018

## Choreografie do spektakli w teatrach operowych i muzycznych
- „Wigilie Polskie” –  reż. B. Wachowicz, Teatr Wielki w Poznaniu 1997
- „Vivat Pan Moniuszko” – reż. B. Wachowicz, Międzynarodowy Festiwal Moniuszkowski w Kudowie Zdroju 1999, Teatr Wielki w Poznaniu 2002
- „Faust” – reż. A. Hanuszkiewicz, Teatr Wielki w Poznaniu 2003
- „Così fan tutte” – reż. G. Jarzyna, Teatr Wielki w Poznaniu 2005
- „Maria de Buenos Aires” – reż. M. Dziewulska, Festiwal Teatralny MALTA w Poznaniu 2009
- „Sudden Rain”, „Beetwen” – reż. M. Kleczewska, Opera Narodowa  w Warszawie 2010
- „Slow man” – reż. M. Kleczewska, Teatr Wielki w Poznaniu, Festiwal Teatralny MALTA w Poznaniu 2012

## Choreografie do spektakli w teatrach dramatycznych
- „Tango” – reż. P. Kruszczyński, Teatr Miejski w Gdyni 1999
- „Tort z muchomora” – reż. H. Chmielarz, Międzynarodowy Festiwal Teatralny MASKI, Teatr Ósmego Dnia w Poznaniu 2001
- „Demony” – reż. P. Kruszczyński, Teatr im. J. Słowackiego w Krakowie 2002
- „Nondum” – reż. P. Kruszczyński, Teatr Polski w Warszawie 2002
- „Czyż nie dobija się koni” – reżyseria M. Kleczewska, Teatr Dramatyczny w Wałbrzychu 2003
- „Czajka” – reż. M. Kleczewska, Teatr Dramatyczny w Jeleniej Górze 2004
- „Ifigenia, moja siostra” – reżyseria M. Liber, Stowarzyszenie Le Madame, Teatr 2xu w Warszawie, Międzynarodowy Festiwal Teatralny MASKI w Poznaniu 2005
- „Histerikon” – reż. P. Kruszczyński, Teatr Polski w Poznaniu 2006
- „Czekając na Godota” – reż. T. Hynek, Teatr Dramatyczny w Opolu 2006
- „Cuda i dziwy z lokomotywy” – reż. W. Szelachowski, Teatr Pinokio w Łodzi 2006
- „Umarli ze Spoin River” – reż. J. Ptaszyńska, Teatr Telewizji TVP2006
- „Sejm kobiet” – reż. M. Grabowski, Narodowy Teatr Stary w Krakowie 2007
- „Arabska noc” – reż. K. Radoszyńska, Teatr Montownia w Warszawie 2007
- „Leonce i Lena” – reż. M. Borczuch, Teatr Dramatyczny w Warszawie 2007
- „Nieśmiały na dworze” – reż. K. Rekowski, Teatr Dramatyczny w Opolu 2007
- „Requiem” – reż. J. Papis, Teatr Łaźnia Nowa w Krakowie 2007
- „Lulu” – reż. M. Borczuch, Narodowy Stary Teatr w Krakowie 2007
- „Sędziowie” – reż. K. Rekowski, Teatr Dramatyczny w Opolu 2007
- „Biedronki powracają na ziemię” – reż. P. Kruszczyński, Teatr Współczesny we Wrocławiu 2008
- „Wieczór sierot” – reż. M. Borczuch, Festiwal Dialogu Czterech Kultur w Łodzi 2008
- „Opętani” – reż. K. Garbaczewski, Teatr Dramatyczny w Wałbrzychu 2008
- „Peregrynacje czarnej Izy wałbrzyskiej” – reż. A. Bartnikowski, Teatr Dramatyczny w Wałbrzychu 2009
- „Pasażerka” – reż. N. Korczakowska, Teatr Współczesny we Wrocławiu 2009
- „Jak wam się podoba” – reż. J. Papis, Teatr Dramatyczny w Koszalinie 2009
- „Marat – Sade” – reż. M. Kleczewska, Teatr Narodowy w Warszawie 2009
- „Nienasycenie” – reż.  T. Hynek, Teatr Studio w Warszawie 2009
- „Odyseja” – reż. K. Garbaczewski, Teatr Dramatyczny w Opolu 2009
- „Wesele” – reż. M. Kleczewska, Teatr Dramatyczny w Opolu 2009
- „Showtime” – reż. M. Siegoczyński, Teatr Praga w Warszawie 2010
- „Pożegnanie jesieni” – reż.  P. Sieklucki, Teatr Współczesny we Wrocławiu 2011
- Nocny portier” – reż. Ł. Chotkowski, Teatr Dramatyczny w Opolu 2011
- „Lubiewo” – reż. P. Sieklucki, chor. M. Mikołajczyk, Teatr Nowy w Krakowie 2011
- „Hopla żyjemy” – reż. K. Meissner, chor. M. Mikołajczyk, Teatr Współczesny we Wrocławiu 2012
- „Gniew dzieci” – reż. P. Sieklucki, Teatr Nowy w Krakowie 2012
- „Tanzcafe Lerch” – reż. M. Spis, Teatr Nowy w Krakowie 2012
- „Fufua. Baśń z Czarnego Lądu” – reż. M. Spis, Teatr Łaźnia Nowa w Krakowie 2013
- „Ciotowski bicz” – reż. P. Sieklucki, Teatr Nowy w Krakowie 2013
- „Wieczór trzech króli albo co chcecie” – reż. J. Jabrzyk, Teatr im. W. Bogusławskiego w Kaliszu 2013
- „Rosencrantz i Guildenstern nie żyją” – reż. C. Iber, Teatr im. W. Horzycy w Toruniu 2014
- „Uwolnić karpia” – reż. K. Meissner, Teatr Powszechny w Łodzi 2014
- „Rewizor” – reż. J. Jabrzyk, Teatr im. A. Węgierki w Białymstoku 2014
- „Przedwiośnie”, reż. N. Korczakowska, Teatr Wybrzeże 2015
- „Hommage à Tadeusz Kantor”, reż. N. Korczakowska, Teatr Polski w Warszawie 2015
- „Komeda”, reż. L. Frankiewicz, Teatr Nowy im. K. Dejmka w Łodzi/Teatr IMKA w Warszawie 2016
- „Trans-Atlantyk”, reż. J. Jabrzyk, Teatr im. A. Węgierki  w Białymstoku 2016
- „Na     deskach”, reż. J. Jabrzyk,     Ełckie Centrum Kultury 2016
- „Zaucha. Welcome to the .PRL”, reż. A. Biernacki,     Teatr im. S. Żeromskiego w Kielcach 2017
- „Roberto Zucco”, reż. L.     Frankiewicz, Teatr im. W. Horzycy w Toruniu 2017
- „Ciało bambina”, reż. A. Puszcz, Teatr Polski w Bielsku-Białej 2018
- „Orkiestra Tytanik”, reż. M. Wiktor, Kaliningradzki Okręgowy Teatr Dramatyczny 2018
- „Najłatwiejszy sposób na rzucenie palenia”, reż. M. Wiktor, Kaliningradzki Okręgowy Teatr Dramatyczny 2018
- „Bobo”, reż. L. Frankiewicz i Tomasz Maśląkowski, Instytut Teatralny 2018